# 해로운 과보의 마음
해로운 과보의 마음(팔리어: akusalavipākacittāni, akusala vipāka citta, 영어: unwholesome resultant consciousness, immoral resultant consciousness) 또는 원인 없는 해로운 과보의 마음은 특히 상좌부의 교학과 아비담마에서 사용하는 용어로, 과거의 "해로운" 업 즉 불선업 때문에 현재의 "과보"로서 일어나는 마음에 들지 않는 대상 즉 괴로운 대상과 만나게 되고, 이 때 인식과정에서 일어나는 다음의 총 7가지의 "마음"을 말한다. 괴로운 대상이 과거의 해로운 업의 과보인 것과 마찬가지로 이 7가지 마음도 과거의 해로운 업의 과보이다.
1. 평온이 함께한 안식
2. 평온이 함께한 이식
3. 평온이 함께한 비식
4. 평온이 함께한 설식
5. 고통이 함께한 신식
6. 평온이 함께한 받아들이는 마음
7. 평온이 함께한 조사하는 마음

해로운 과보의 마음은 다음의 분류 또는 체계에 속한다.
- 욕계 · 색계 · 무색계 · 출세간에 속한 89 또는 121가지 마음
  - 욕계 마음 54가지
    - 욕계의 해로운 마음  12가지
    - 욕계의 원인 없는 마음 18가지
      - 해로운 과보의 마음 2가지
      - 원인 없는 유익한 과보의 마음  8가지
      - 원인 없는 작용만 하는 마음 3가지

    - 욕계의 아름다운 마음 24가지

## 해로운 과보
(원인 없는) 해로운 과보의 마음에서
'해로운 과보'는 과보가 해롭다 즉 과보가 불선하다 즉 '과보 그 자체가 다시 해로운 업을 쌓아 현세와 미래에 나쁜 과보를 가져온다'는 뜻이 아니며, 불선한 업 즉 해로운 업에 의해 생겨난 나쁜 과보라는 뜻이다. 나쁜 것은 그 자체로서는 선(유익함)이나 불선(해로움)이 아니며 무기(유익하지도 해롭지도 않음)이다.

## 원인 없는 마음
(원인 없는) 해로운 과보의 마음에서
'원인 없는 마음'이란 아무런 원인도 없이 우연히 생겨난 마음을 뜻하는 것이 아니며, 다음 두 가지를 뜻한다.
- 인과법칙(업과 업의 과보)에 따라 생겨난 결과로서의 마음들은 그것이 좋은 것이건 나쁜 것이건 좋지도 나쁘지도 않은 것이건 결과로서만 존재할 뿐 그 자체로서는 새로운 결과를 낳는 원인인 업을 쌓는 힘(선함과 불선함 즉 유익함과 해로움)을 가지지 않는다.

달리 말해, 과보로서의 마음들은 '뿌리[根]' 즉 탐 · 진 · 치의 3불선근(三不善根)이나 무탐 · 무진 · 무치의 3선근(三善根)을 가지지 않는다.

보다 정확히 말하자면, 크게 보아 모든 과보로서의 마음은 무기이지만, 과보로서의 마음 중에서 아주 좋은 것은 그 안에 3선근을 가지고 있어서 새로운 선한 업을 더 쉽게 쌓을 수 있게 하고 그 결과 더 좋은 과보가 나타나게 한다. 이러한 종류의 과보로서의 마음이 '욕계 아름다운 마음에 속한 욕계 과보의 마음 8가지'와 '색계 과보의 마음 5가지'와 '무색계 과보의 마음 5가지'와 '출세간의 과보의 마음 4가지'를 합한 총 22가지이다. 이 중에서 출세간의 과보의 마음 4가지는 3선근을 가지고 있지만  다른 18가지와는 달리 출세간에 속한 것이기 때문에 후유를 낳지 않는다. 즉, 선한 업도 쌓지 않는다. 선한 업에 비할 수 없는 출세간의 지혜 즉 무루의 지혜 즉 완전한 깨달음의 힘 즉 진여의 무분별지가 더욱 더 잘 발현되게 한다. 따라서 선한 '업'을 더 쉽게 쌓을 수 있게 한다는 측면에서는 18가지가 있다.
- 인과법칙(업과 업의 과보)의 진행에서 반드시 필요하여 자연적으로 일어나는 마음들로서, 새로운 결과를 낳는 원인인 업을 쌓지 않고 단지 작용만 하는 마음들이 있다. (cf. 심불상응행법)

욕계 · 색계 · 무색계의 3계 중 오직 욕계에만 불선 즉 해로움이 존재하기 때문에, '원인 없는 해로운 과보의 마음'이라는 용어 보다는 '원인 없는'이라는 단어를 생략한 '해로운 과보의 마음'이라는 용어를 전통적으로 사용한다. 욕계 · 색계 · 무색계의 3계 중 욕계는 선(유익함) · 불선(해로움) · 무기(유익하지도 해롭지도 않음)의 세 가지가 모두 있으며, 색계와 무색계에는 선과 무기만 존재한다.

## 평온
불교에 따르면, 모든 마음은 반드시 느낌[受]을 동반한다. 즉, 크게 느낌을 세 가지로 구분할 때의 고수(괴로운 느낌) · 낙수(즐거운 느낌) · 불고불락수(괴롭지도 즐겁지도 않은 느낌, 무덤덤한 느낌, 그저 그런 느낌)의 3수(三受) 중 어느 하나와 반드시 상응한다. 또는, 3수를 더 세분한 고수 · 낙수 · 희수 · 우수 · 사수의 5수(五受) 중 어느 하나와 반드시 상응한다.
평온(平穩, 팔리어: upekkhā, 산스크리트어: upekṣā)은 5수 가운데 사수(捨受)를 말한다. 사수에는 크게 나누어 두 가지 수준이 있는데, 하나는 균형 · 평형 · 평정 · 좌로도 우로도 치우지치 않음 · 편견과 선호에 휩쓸리지 않음 · 좋음과 싫음에 휘둘리지 않음의 느낌의 뛰어난 상태 혹은 선한 상태의 사(捨)의 마음작용을 말한다. 이 마음작용은 수염(修厭) · 4무량심(四無量心) 등의 수행을 통해 개발하여야 하는 마음작용이다. 다른 하나는 괴롭지도 즐겁지도 않은 느낌, 좋지도 싫지도 않은 느낌, 그저 그런 느낌, 무덤덤한 느낌을 말한다. 이 마음작용은 자연히 존재하는 마음작용이다. 즉, 수행 등의 별다른 노력이 없어도, 지은 바 업에 따라 그 과보로서 자연히 느끼게 되는 느낌이다. '평온이 함께한 안식' 등에서의 평온은 이 후자의 것을 뜻한다.

## 고통
고통은 고수 · 낙수 · 희수 · 우수 · 사수의 5수(五受) 중 고수를 말한다. 고수는 신체적인 괴로운 느낌이고 우수는 정신적인 괴로운 느낌이다. 낙수는 신체적인 즐거운 느낌이고 희수는 정신적인 즐거운 느낌이다. 사수는 정신적인 괴롭지도 즐겁지도 않은 느낌이다. 과거의 업이 해로운(불선) 업일 때, 마음에 들지 않는 대상 즉 괴로운 대상과 만나게 된다. 이 때 전5식 중 신식은 다른 네 가지 안식 · 이식 · 비식 · 설식이 평온 즉 괴롭지도 즐겁지도 않은 느낌 즉 사수와 함께하는 것과는 달리 고통의 느낌과 함께한다. 즉 통증을 느낀다. 말하자면, 눈(안근)의 통증이란 눈(안근)이 느끼는 통증이 아니라 몸(신근)이 느끼는 통증이다. 그렇기 때문에 괴로운 대상과 만났을 때 안식 · 이식 · 비식 · 설식과 함께하는 괴로움은 신체적인 것이 아니라 정신적인 것이다. 예를 들어, 만나기 싫은 사람을 보게 되어 괴로운 느낌(피하고 싶은 느낌)이 들었을 때, 봄(안식)은 신체적인 것 즉 감각적인 것이지만 이 봄(안식)과 함께 일어나는 괴로움은 정신적인 것이다. 즉, 고수가 아니라 우수이다. 참고로, 세친의 《대승오온론》 등에 따르면, 괴로운 느낌이란 만났을 때 헤어지고 싶어하는 느낌 즉 피하고 싶어하는 느낌을 말한다.
아비담마에 따르면, 예를 들어, 만나기 싫은 사람을 보게 되어 '확정적인' 괴로운 느낌(피하고 싶은 느낌)이 드는 것, 사랑하는 사람을 보게 되어 '확정적인' 즐거운 느낌이 드는 것, 딱히 싫은 사람도 아니고 딱히 사랑하는 사람도 아니어서 '확정적인' 무덤덤한 느낌이 드는 것은  '순식간에 이루어지는 인식과정'에서 그 인식과정의 여러 단계가 상당히 진행된 후의 거의 최종적인 단계에서 일어나는 일이다. 안식을 예로 들면, 대상과 만나 안식이 그 대상을 보고, 이것 이후에 제6의식이 그 대상을 조사하는 단계가 진행된 후에서야 비로소 그 대상이 마음에 드는 대상인지 아니면 마음에 들지 않는 대상인지에 대한 판단이 확정되고, 이 정신적인 판단의 확정과 더불어 느낌도 확정된다. 그렇기 때문에, 안식이 그 대상을 볼 때 즉 '봄'이라는 감각적 지각이 성립할 때, 안식은 아직 그 대상이 마음에 드는 대상인지 아니면 마음에 들지 않는 대상인지 알지 못하기 때문에, 즉, 아직은 정신적인 판단(심려결탁)이 내려지기 이전의 단계에 있기 때문에, 보다 자세히 말해, 아직은 제6의식이 그 대상이 마음에 드는 대상인지 아니면 마음에 들지 않는 대상인지에 대한 판단을 내리기 이전의 단계에 있기 때문에, 안식은 사수(평온) 즉 정신적인 중립적인 느낌 즉 정신적인 괴롭지도 즐겁지도 않은 느낌과 함께한다. 이식 · 비식 · 설식도 안식과 마찬가지이다. 하지만 신식은 이들 네 가지와는 달리, 감각적인(신체적인) 느낌과 함께하기 때문에, 과거의 해로운 업 때문에 마음에 들지 않는 대상과 접촉할 때(예를 들어, 칼에 베이거나 감기에 걸렸을 때) 곧바로 고수 즉 신체적인 괴로운 느낌과 함께한다. 즉 통증을 느낀다.

## 받아들이는 마음과 조사하는 마음
아비담마에 따르면, 받아들이는 마음과 조사하는 마음은 인식과정에서 발생하는 과보(즉 과거 업의 결과)로서의 마음이다. 받아들이는 마음은  6근 중 의근, 즉, 18계 중 7심계에 속한 의계이다. 조사하는 마음은 의식 즉 제6의식, 즉, 18계 중 7심계에 속한 의식계이다.
감각적 대상의 인식과정, 즉, 전5식의 대상 즉 색경 · 성경 · 미경 · 향경 · 촉경이 해당하는 근 즉 안근 · 이근 · 비근 · 설근 · 신근 앞에 나타날 때의 인식과정 중 초기 6단계는 아비담마에 따르면 다음과 같다. 초기 6단계를 통해 그 감각적 대상을 대략적으로 인식하며, 그 감각적 대상을 세부적으로 명확히 인식하기까지에는 이후 여러 단계가 더 진행된다.
1. 색경(색깔과 모양) 즉 '18계 중 색계'에 속한 한 감각적 대상이 눈(안근) 즉 '18계 중 안계' 앞에 나타난다.
2. '오문전향의 마음' 즉 의근 즉 '18계 중 의계'가 일어나서 이후의 마음의 흐름, 즉, 이 경우에는 안식의 흐름이 그 감각적 대상으로 흐르게 한다.
3. 안식 즉 '안근의 알음알이' 즉  '눈의 알음알이' 즉 '18계 중 안식계'가 감각적 대상을 본다. 즉, 안식이 자신의 본질인 봄 즉 '보는 작용'을 행한다.
4. 받아들이는 마음 즉 의근 즉 '18계 중 의계'가 일어나서 바로 앞 단계에서 발생한 식의 대상, 즉, 여기서는 안식의 대상, 즉, 감각적 대상을 받아들인다.
5. 조사하는 마음 즉 의식 즉 제6의식 즉 '의근의 알음알이' 즉 '18계 중 의식계'가 일어나서 감각적 대상을 조사한다.
6. '의문전향의 마음' 즉 의식 즉 제6의식 즉 '의근의 알음알이' 즉 '18계 중 의식계'가 일어나서 그 감각적 대상이 좋은지 나쁜지 결정한다. 이 때의 의문전향의 마음을 다른 이름으로는 '결정하는 마음'이라고 한다. 즉, 이 단계에서 그 감각적 대상을 대략적으로 알게 된다. 즉, 대략적인 인식이 발생한다. 이 인식과 더불어 이 단계에서 느낌이 고수 · 낙수 · 불고불락수의 3수 중 하나로 확정된다. 또는, 보다 세밀하게는, 고수 · 낙수 · 희수 · 우수 · 사수의 5수 중 하나로 확정된다. 의문전향의 마음 그 자체는 언제나 사수와 함께하지만 이후의 마음은 확정된 느낌과 함께한다.
7. 이후 그 감각적 대상을 세부적으로 명확히 인식하기까지의 여러 단계가 진행된다.

정신적 대상의 인식과정, 즉, 정신적 대상이 의근 즉 '18계 중 의계' 앞에 나타날 때의 초기 2단계는 다음과 같다. 이후 그 정신적 대상을 세부적으로 명확히 인식하기까지에는 여러 단계가 더 진행된다.
1. 법경 즉 '18계 중 법계'에 속한 한 정신적 대상이 의근 즉 '18계 중 의계' 앞에 나타난다.
2. '의문전향의 마음' 즉 '의식' 즉 제6의식 즉 '의근의 알음알이' 즉 '18계 중 의식계'가 일어나서  이후의 마음의 흐름, 즉, 이 경우에는 의식의 흐름 즉 제6의식의 흐름이 그 정신적 대상으로 흐르게 한다. 이 단계에서 느낌이 고수 · 낙수 · 불고불락수의 3수 하나로 확정된다. 보다 정확히는,  고수 · 낙수 · 희수 · 우수 · 사수의 5수 중 정신적 느낌인 희수 · 우수 · 사수 중 하나로 확정된다. 의문전향의 마음 그 자체는 언제나 사수와 함께하지만 이후의 마음은 확정된 느낌과 함께한다.
3. 이후 그 정신적 대상을 세부적으로 명확히 인식하기까지의 여러 단계가 진행된다.